# Блантер Матвій Ісакович
Бла́нтер Матві́й Іса́кович (28 січня [10 лютого] 1903, Почеп, Чернігівська губернія — 27 вересня 1990, Москва, РРФСР) — радянський композитор.

## Біографічні відомості

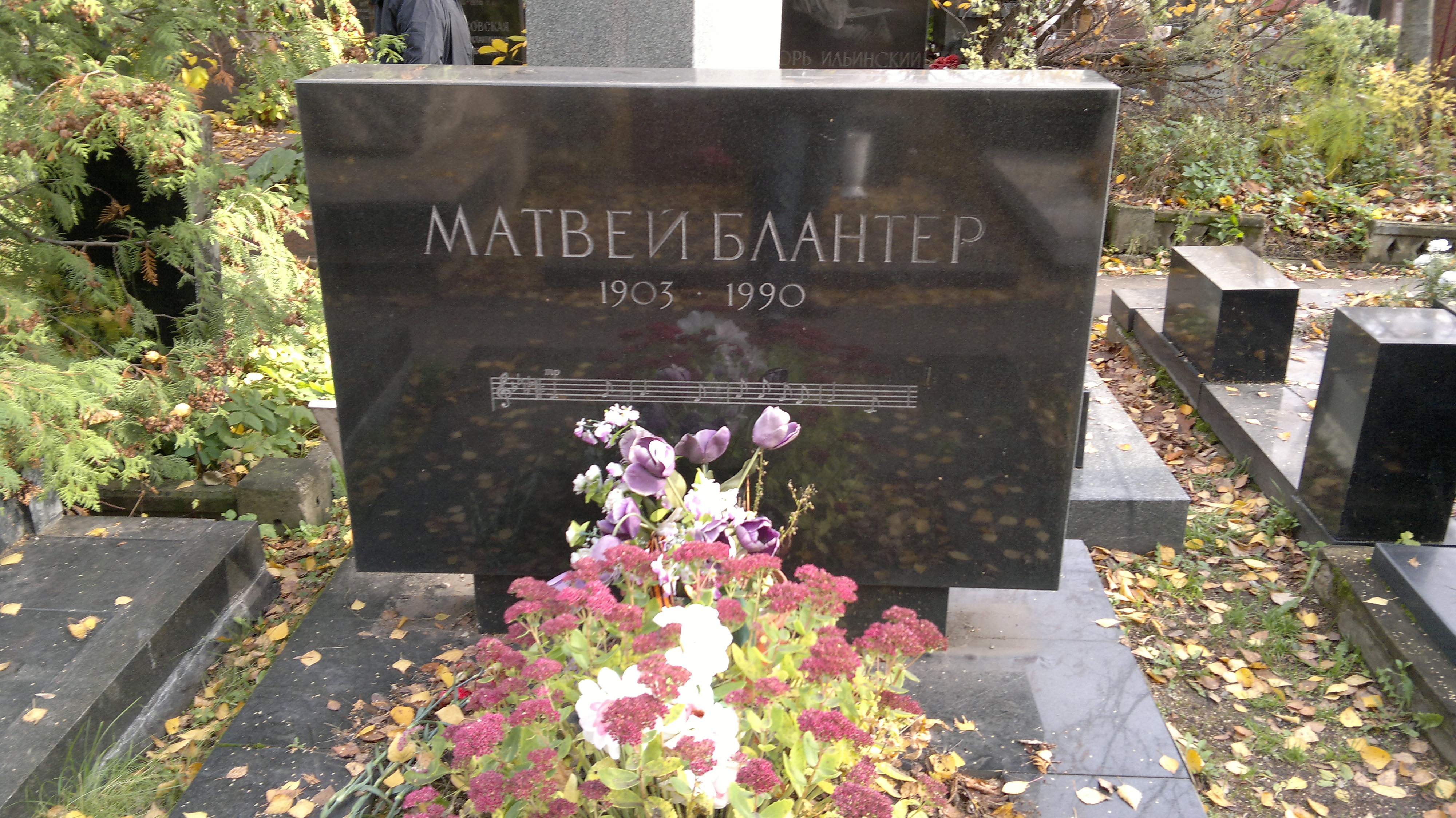
Могила Матвія Блантера на Новодівичому кладовищі

Був одним з чотирьох дітей в родини купця Ісаака Борисовича Блантера (помер 1924) і актриси Тетяни Євгенівни Вовсі, родички Соломона Міхоелса та репресованого професора М. С. Вовсі. Батько мав на станції Унеча стружковий завод та гасові склади, займався зерноторгівлею.
У Почепі навчався в реальному училищі, але ще до Першої світової війни сім'я переселилася до Курську.
В 1915—1917 роках навчався в Курському музичному училищі по класах фортепіано та скрипки; навесні 1917 року поїхав до Москви, де в 1917 — 1919 роках навчався в драматичному училищі Московського філармонічного товариства по класу скрипки О. Я. Могилевського. Займався композицією у Г. Е. Конюса (1920–1921).
У 1920—1921 керував музичною частиною естрадної студії «Мастофор».
У 1926—1927 — завідувач музичною частиною Театру сатири.
У 1930—1931 — завідувач музичною частиною Магнітогорського драматичного театру.
У 1928—1929 — завідувач музичною частиною Театру вистав Будинку друку.
У 1932 — завідувач музичною частиною Пересувного театру журналу «Крокодил».
У 1932—1933 — завідувач музичною частиною Горьковського театру мініатюр.
У 1936 був призначений художнім керівником Державного джаз-оркестру СРСР.
Був членом Антисіоністського комітету радянської громадськості
Займався творчістю до 1975 року. Є автором більш ніж 2 тис. пісень. До найпопулярніших пісень Блантера належать: «Катюша», «Чуєш…Ти чекай мене» (Жди меня), «Під зорями балканськими», «Пшениця золота», а також Футбольний марш. Великого поширення набули пісні Блантера про героїв громадянської війни в Україні — «Партизан Железняк» та «Пісня про Щорса», в яких композитор використав інтонації українського народного мелосу.
М. І. Блантер — автор кількох оперет, у тому числі «На березі Амура» (1938, пост. 1939, Московський театр оперети), музики до спектаклів, кінофільмів, радіопостановок.
Помер 27 вересня 1990, (за іншими джерелами — 24 вересня), в Москві. Похований на Новодівичому кладовищі (дільниця № 10).

## Звання та премії
- Сталінська премія (1946) другого ступеня (1946) — за пісні «Під зірками балканськими», «В путь-доріжку далеку», «Моя кохана», «У лісі прифронтовому»
- Заслужений діяч мистецтв РРФСР (1947)[10]
- Народний артист РРФСР(1965)[11]
- орден «Знак Пошани» (1967)
- народний артист СРСР (1975)
- Герой Соціалістичної Праці (1983)
- два ордена Леніна (1973, 1983)

## Сім'я

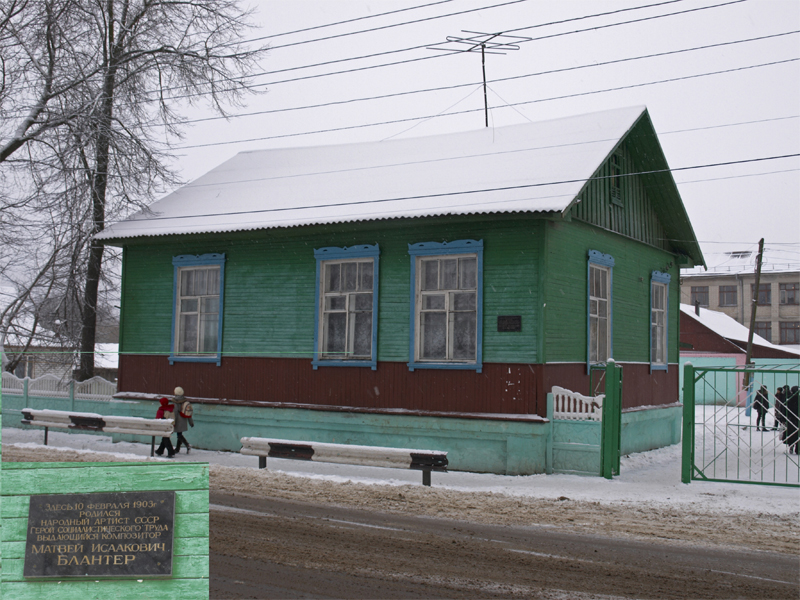
Будинок, в Почепі, у якому народився Матвій Блантер

- Молодший брат композитора Яків Ісаакович Блантер загинув на фронті в перші дні Німецько-радянської війни (ВОВ).
- Перша дружина — балерина Ніна Ернестівна Шван.
- Син — журналіст Володимир Матвійович Блантер (писав під псевдонімами Володимир Полинин і Володимир Долінін), відповідальний секретар журналу «Природа», автор науково-популярних книг «Пророк у своїй вітчизні» (про М. К. Кольцова) та «Мама, Папа і Я». Йому присвячені пісні Матвія Блантера на вірші Михайла Ісаковського «Під зірками балканськими»[12] та «Колискова».
- Двоюрідний брат — С. Г. Блантер, професор Московського інституту нафтохімічної та газової промисловості, автор підручників «Електрообладнання нафтової та газової промисловості», «Радіотехніка та електроніка», «Промислова електроніка» та «Перетворювачі струму тягових підстанцій».
  - Його син — доктор фізико-математичних наук М. С. Блантер, професор Московського державного університету приладобудування та інформатики, автор довідників «Метод внутрішнього тертя в металознавчих дослідженнях», "Механічна спектроскопія металевих матеріалів"та"Internal Friction in Metallic Materials";
  - Онук — фізик та металознавець Я. М. Блантер (н. 1967) — професор Делфтського технічного університету[13][14].
- Двоюрідний брат — М. О. Блантер, доктор технічних наук (1949), металознавець, завідувач кафедри МТ-4 Всесоюзного заочного машинобудівного інституту (1951—1986), автор підручників «теорія термічної обробки», «Металознавство та термічна обробка», монографій «Фазові перетворення при термічній обробці сталі», «Методика дослідження металів та обробки дослідних даних».
- Дядько — Овсій Борисович Блантер (1882—1938) — був заарештований та розстріляний 4 липня 1938[15]

.